# Бриту, Мария да Консейсан
Мария да Консейсан Бриту (порт. Maria da Conceicao Brito; род. 31 декабря 1912, Фару или Сан-Роман) — португальская супердолгожительница, чей возраст подтверждён LongeviQuest и проверяется GRG. Является старейшей живущей жительницей Португалии.

## Биография
Мария да Консейсан Бриту родилась 31 декабря 1912 года в Сан-Романе, округ Фару, Португалия.
Мария работала в сельском хозяйстве, косила газон, собирала оливки, бобы и рожковые деревья. Также занималась домашними делами. Позже она вышла замуж, и у пары родился сын Роджерио.
Мария жила в собственном доме до 99 лет, пока не отправилась в дом престарелых Santa Casa da Misericórdia de São Brás de Alportel, где проживает и по сей день. В Сан-Браш-ди-Алпортеле её прозвали «Королевой».
В возрасте 106 лет она споткнулась и упала, но сразу поднялась и не получила ни одной травмы. На момент своего 107-летия у неё была внучка и правнук. В 107 лет она ещё могла ходить самостоятельно и посещать мессу, но с помощью ходунков. Мария думает, что секрет её долголетия в том, что она следует распорядку дня.
Мария да Консейсан Бриту на конец 2024 года проживала в Сан-Браш-ди-Алпортел, округ Фару, Португалия.

## Рекорды долголетия
- 31 декабря 2022 года Мария стала супердолгожительницей[5]. Она первая долгожительница из округа Фару и Алгарви.
- 20 августа 2023 года, после смерти 112-летней Инасии Кармелино, стала старейшим живущим жителем Португалии и последним человеком в Португалии, родившимся в 1912 году.